# Cáo và Cò

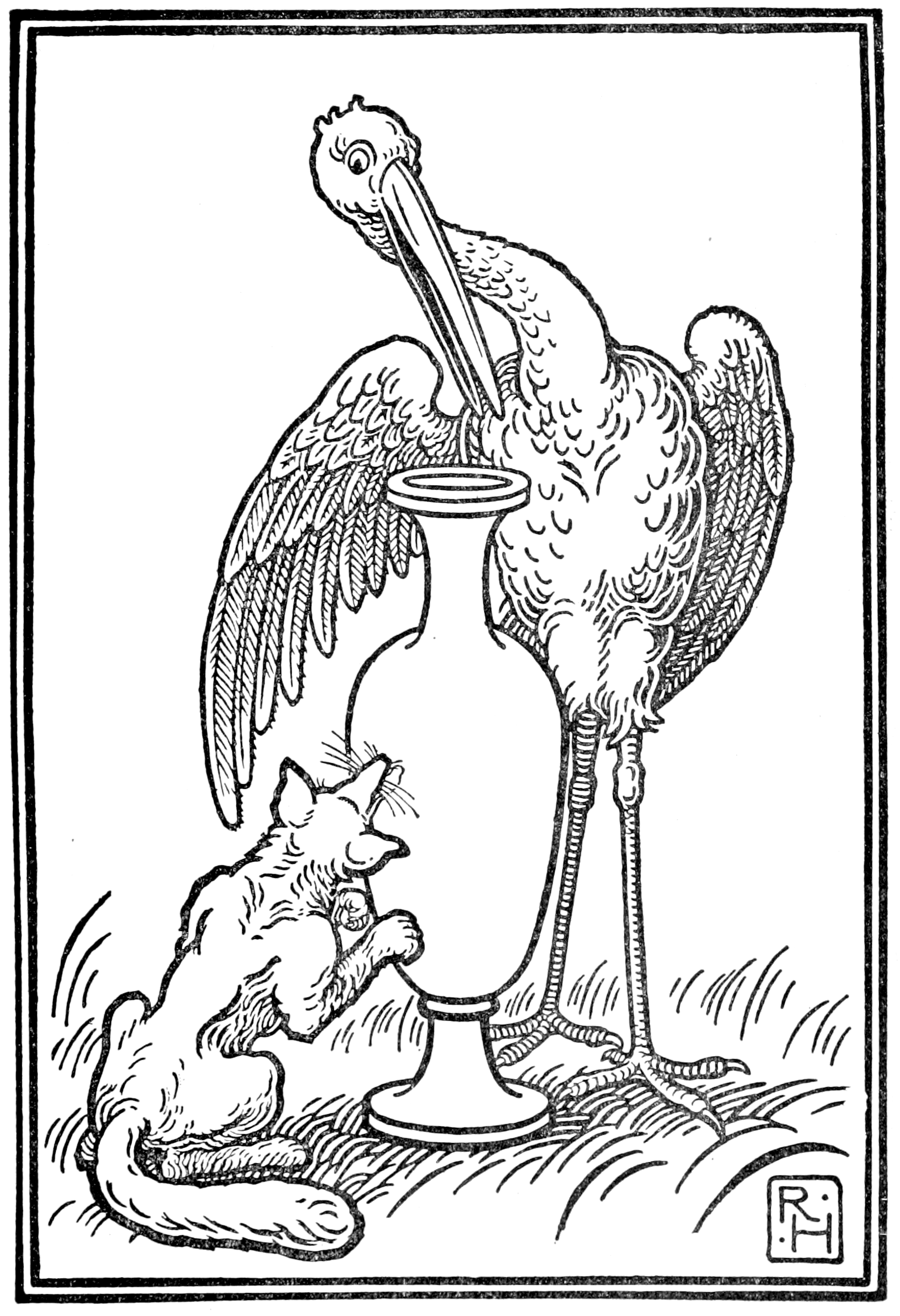
Hình minh họa ngụ ngôn của Richard Heighway

Cáo và Cò là một trong những ngụ ngôn của Aesop và là bản ghi đầu tiên của Phaedrus. Câu chuyện này được đánh số 426 trong danh sách các ngụ ngôn của Aesop do giáo sư Ben Edwin Perry tổng hợp (thường được gọi là Perry Index). Ngụ ngôn này thường được cho là có ý nghĩa như một lời cảnh báo: Đừng làm hại ai. Nếu có ai đó bị hại, thì việc họ quay lại phục thù là một cuộc chơi công bằng và có thể là điều khó tránh khỏi.

## Câu chuyện

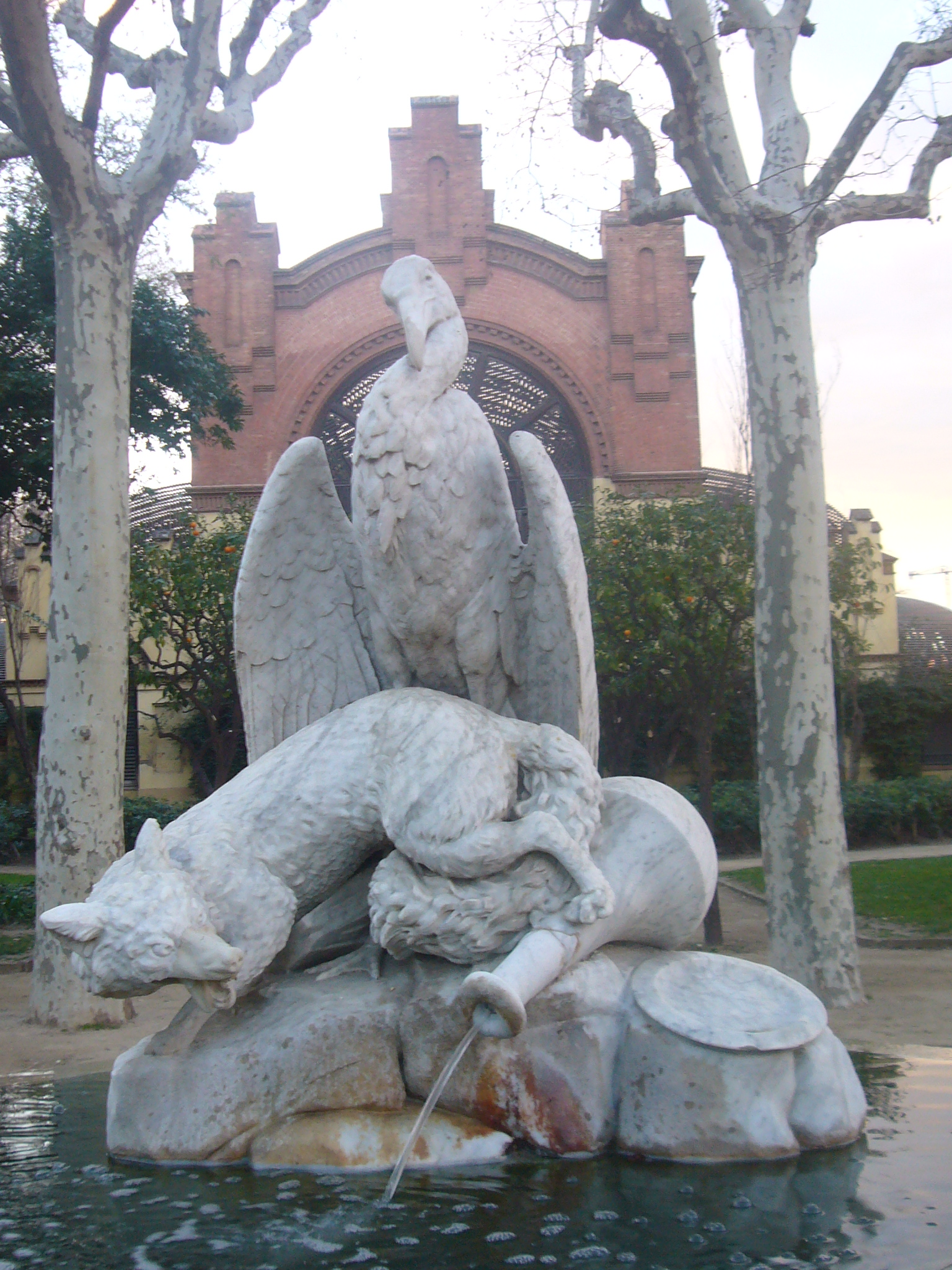
Đài phun nước được thiết kế vào năm 1884 bởi Eduard Batiste Alentorn ở Barcelona

Một con cáo đã mời một con cò đến nhà ăn súp chung nhưng con cáo đã gian manh đựng súp trong một cái dĩa khiến cò không dùng được vì cò có cái mỏ dài. Vì cò không thể ăn từ dĩa, cáo đã ăn luôn phần của cò. Ấm ức, cò sau đó đã mời cáo đến nhà xơi nước nhưng lại đựng trong một cái bình cổ dài và cáo không uống được. Bài học được rút ra từ câu chuyện là nguyên tắc vàng trong ứng xử: đừng bao giờ gian xảo với người khác nếu không mọi người sẽ bị đáp trả lại bằng sự gian xảo.
Các ngụ ngôn được minh họa trên các vật liệu khác nhau có từ thời Trung Cổ ở châu Âu. Một trong những điêu khắc sớm nhất là nằm trên cột đỉnh phía bắc tu viện Collegiata di Sant'Orso ở Aosta.